# Telekamery 2003
Telekamery 2003 – szóste wręczenie nagrody Telekamery Tele Tygodnia za rok 2002 dla postaci telewizyjnych. Gościem zagranicznym była Catherine Deneuve. Nagrody przyznano w 8 kategoriach. Gala odbyła się 20 stycznia 2003.

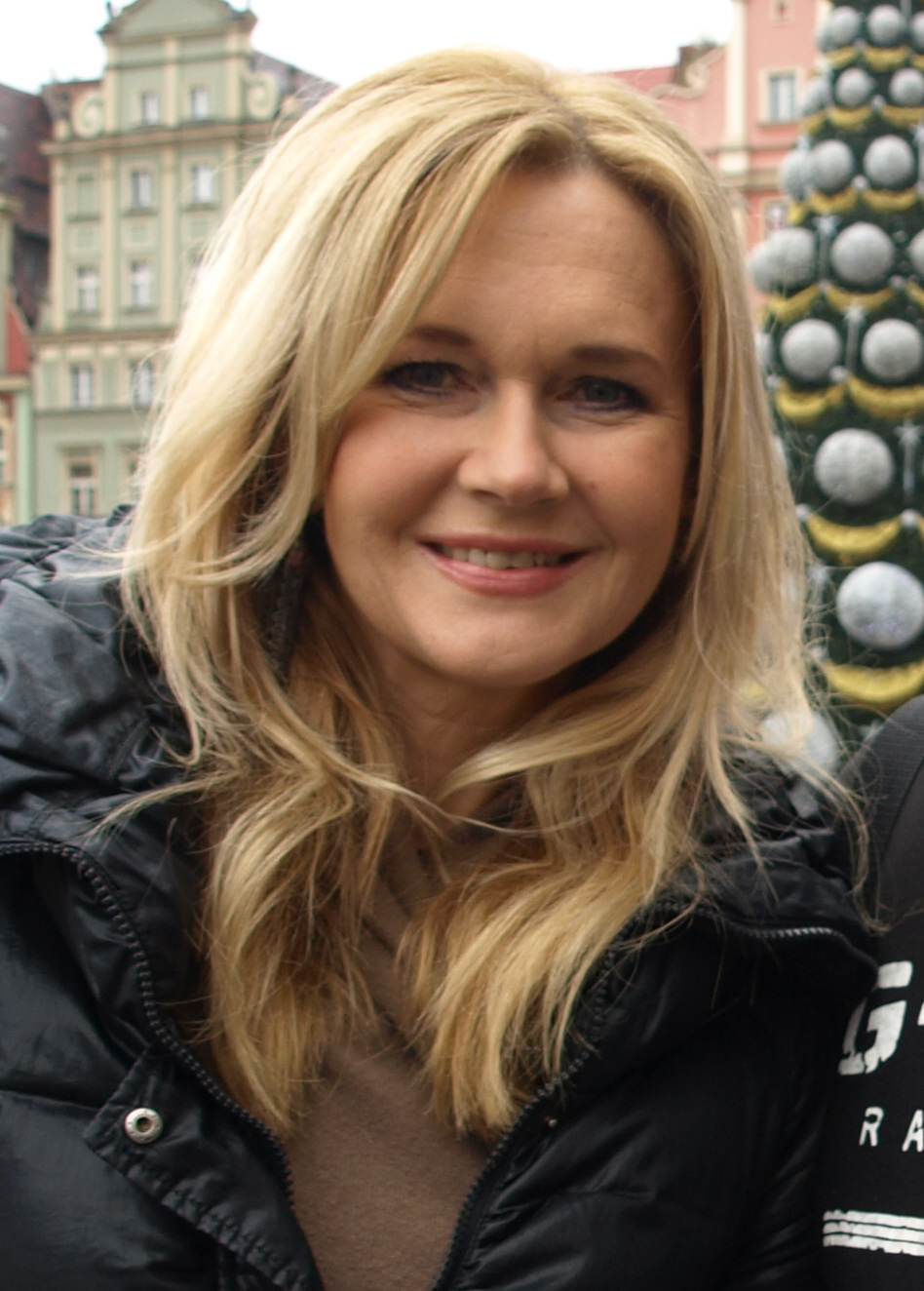
Grażyna Torbicka
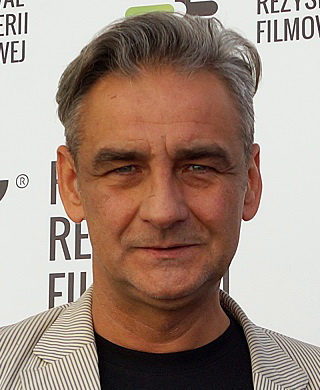
Robert Gonera

## Zwycięzcy

### Publicystyka
Wręczyła Elżbieta Jaworowicz
- Kamil Durczok – Debata – TVP1[1]
- Michał Fajbusiewicz – TVP2
- Andrzej Kwiatkowski
- Roman Młodkowski – TVN
- Monika Olejnik – Kropka nad i – TVN

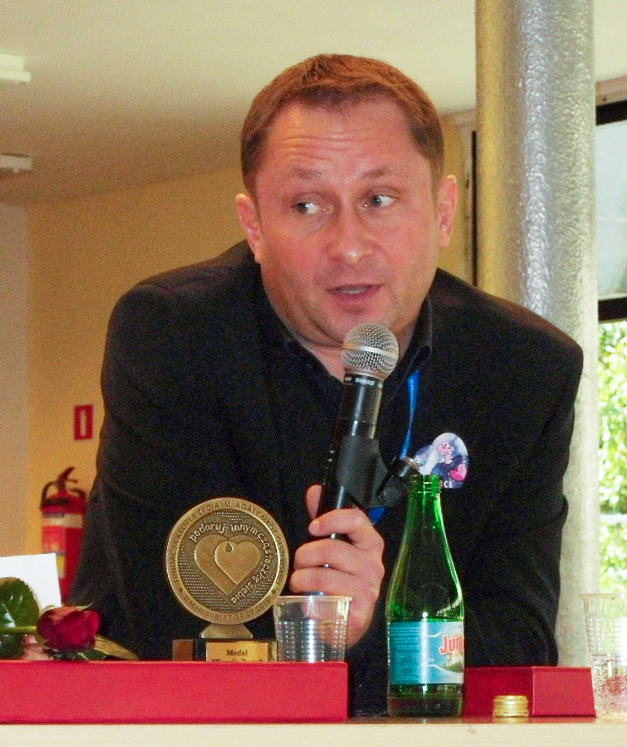
Kamil Durczok
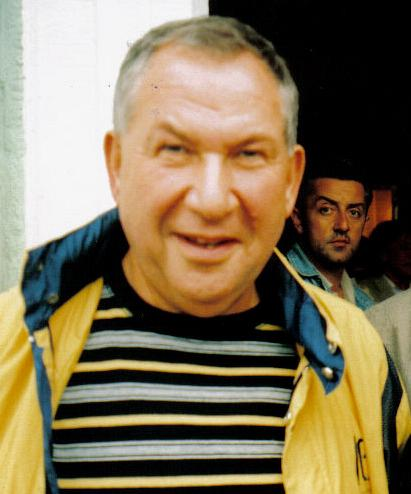
Michał Fajbusiewicz
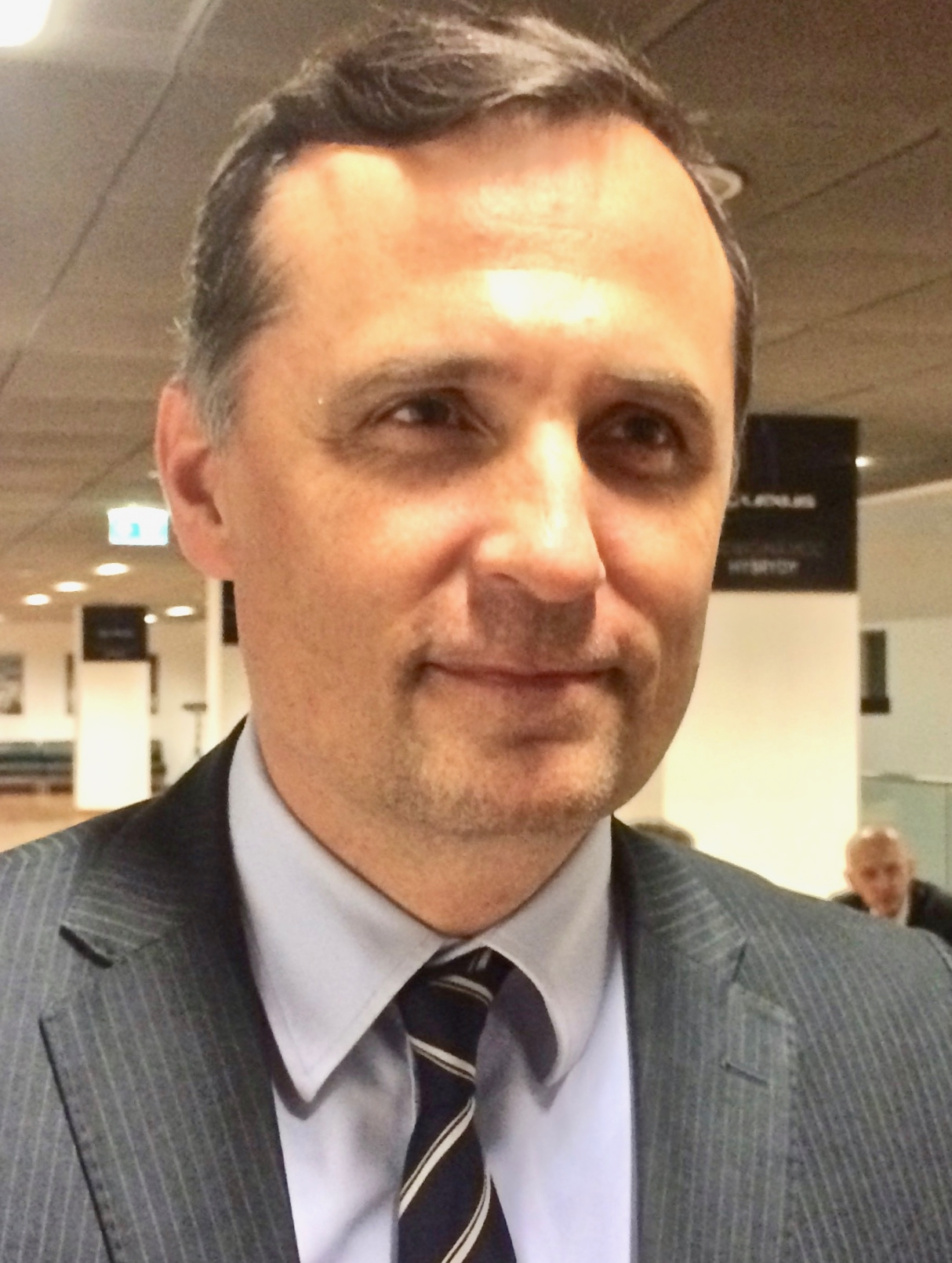
Roman Młodkowski
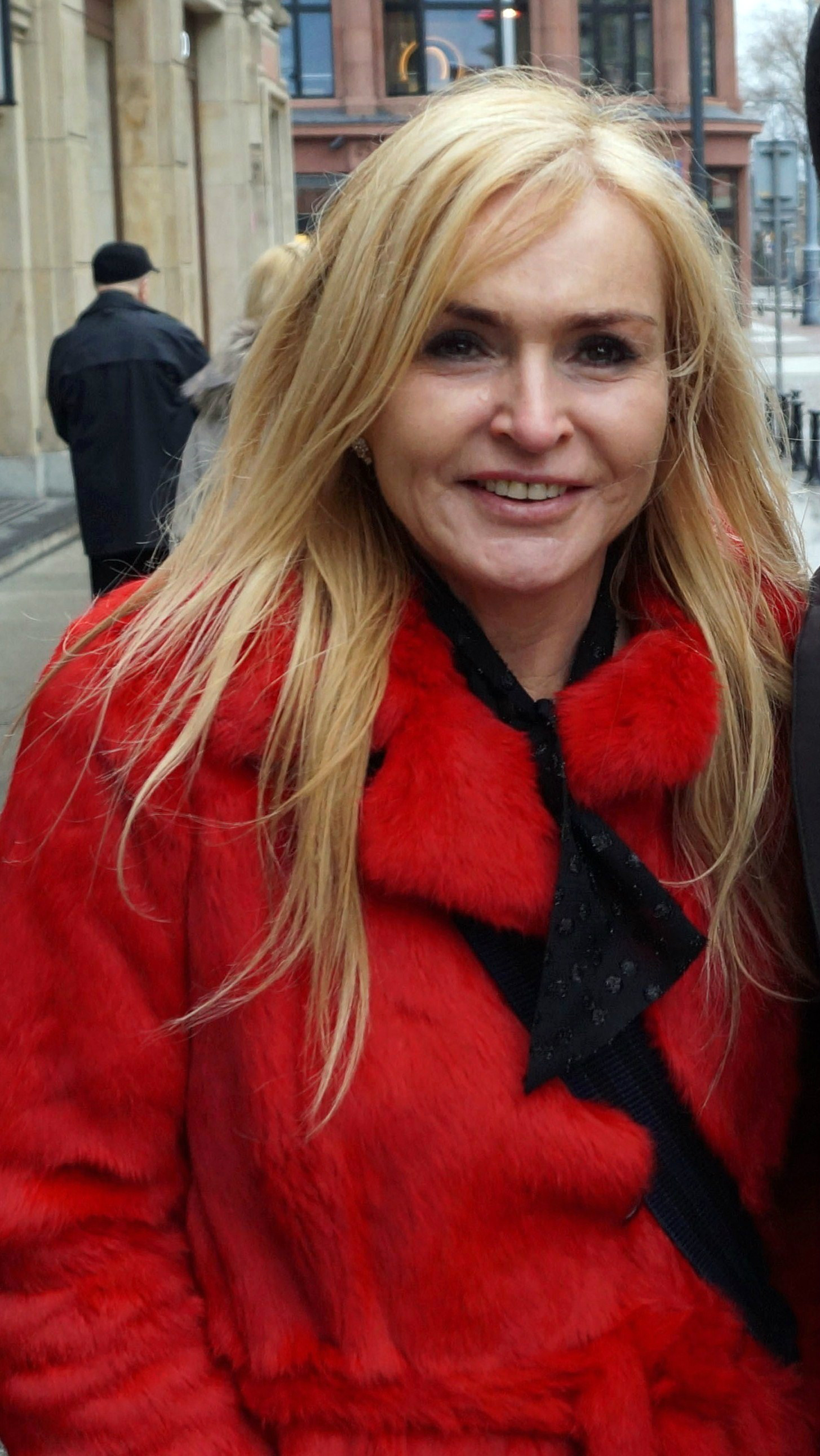
Monika Olejnik
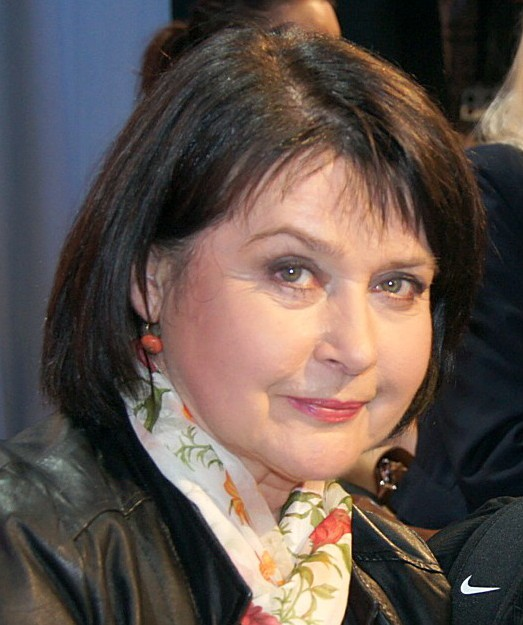
Elżbieta Jaworowicz (wręczyła Kamilowi Durczokowi)

### Informacje
Wręczył Andrzej Turski
- Jolanta Pieńkowska – Wiadomości – TVP1
- Dorota Gawryluk – Informacje – Polsat
- Tomasz Lis – Fakty – TVN
- Maciej Orłoś – Teleexpress – TVP1
- Dorota Warakomska – Panorama – TVP2

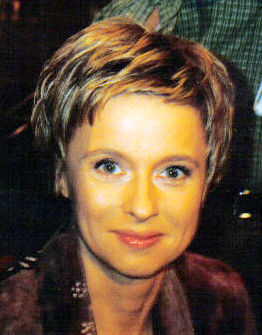
Jolanta Pieńkowska
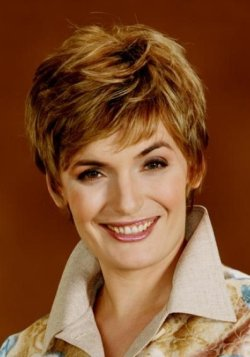
Dorota Gawryluk
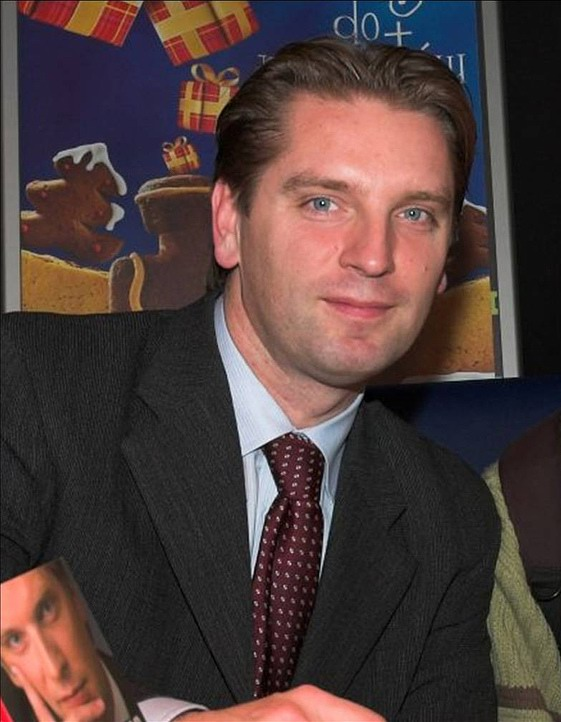
Tomasz Lis
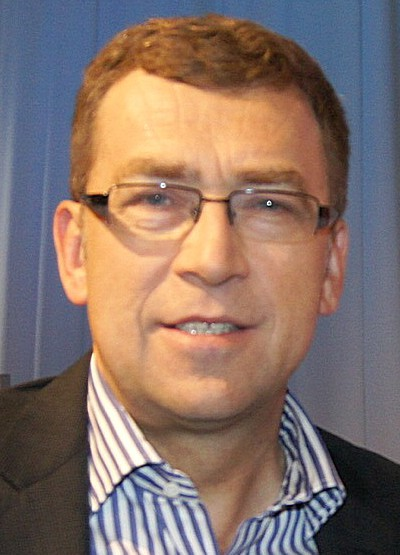
Maciej Orłoś
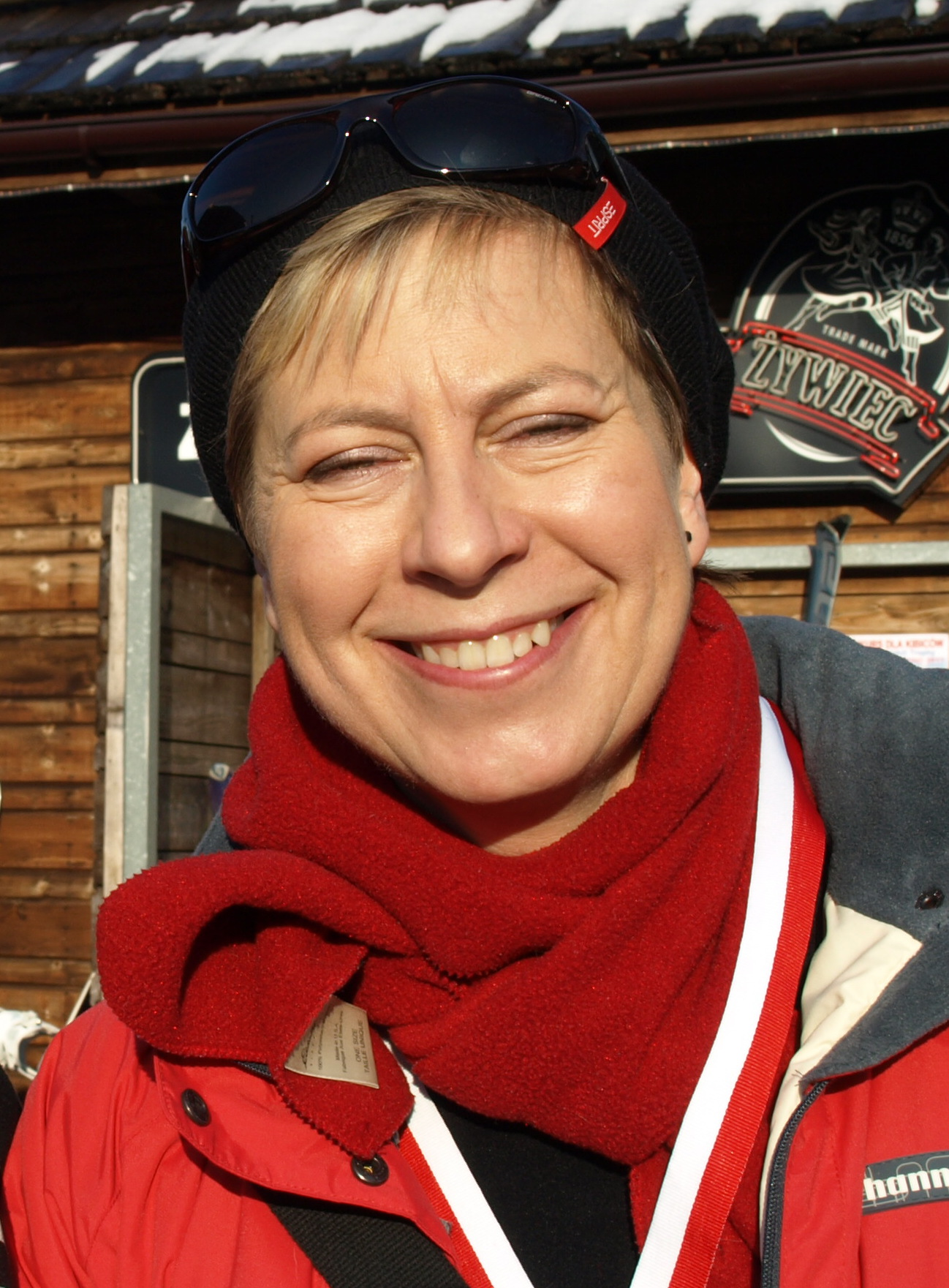
Dorota Warakomska
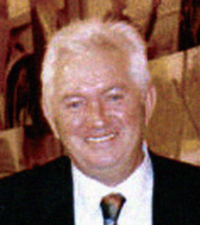
Andrzej Turski (wręczył Jolancie Pieńkowskiej)

### Serial Komediowy
Wręczył Jerzy Gruza
- Kasia i Tomek – TVN
- Lokatorzy – TVP1
- Miodowe lata – Polsat
- Świat według Kiepskich – Polsat
- Święta wojna – TVP2

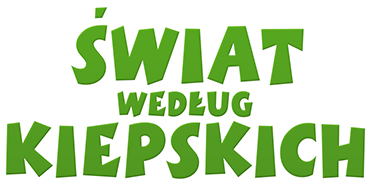
Świat według Kiepskich
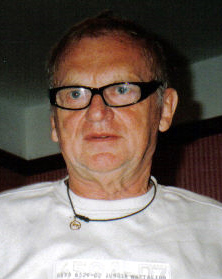
Jerzy Gruza (wręczył serialowi „Kasia i Tomek”)

### Aktor
Wręczyła Beata Tyszkiewicz
- Artur Żmijewski – Na dobre i na złe – TVP2
- Andrzej Grabowski – Świat według Kiepskich – Polsat
- Włodzimierz Matuszak – Plebania – TVP1
- Witold Pyrkosz – M jak miłość – TVP2
- Michał Żebrowski – Wiedźmin – TVP2

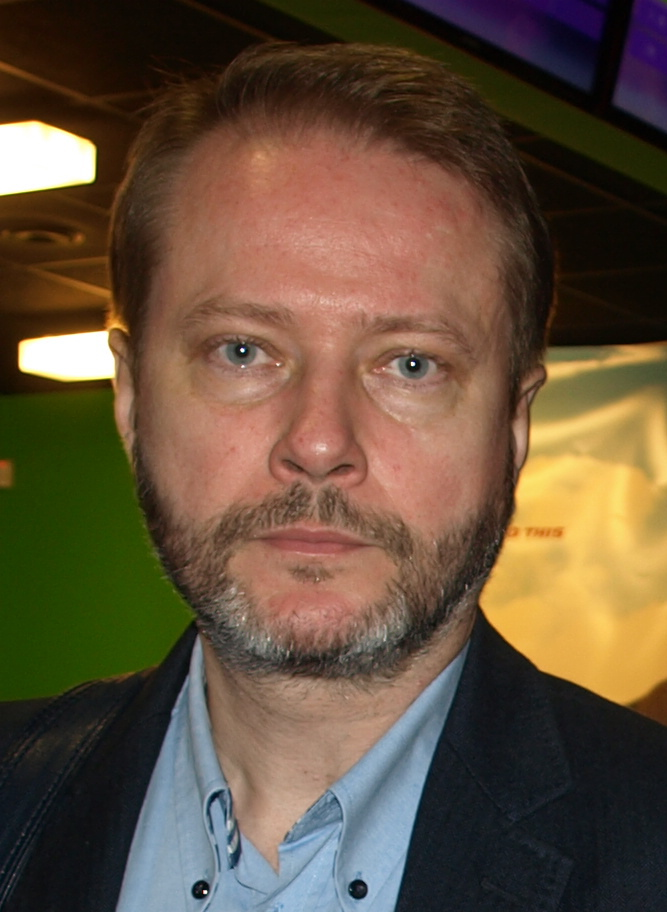
Artur Żmijewski
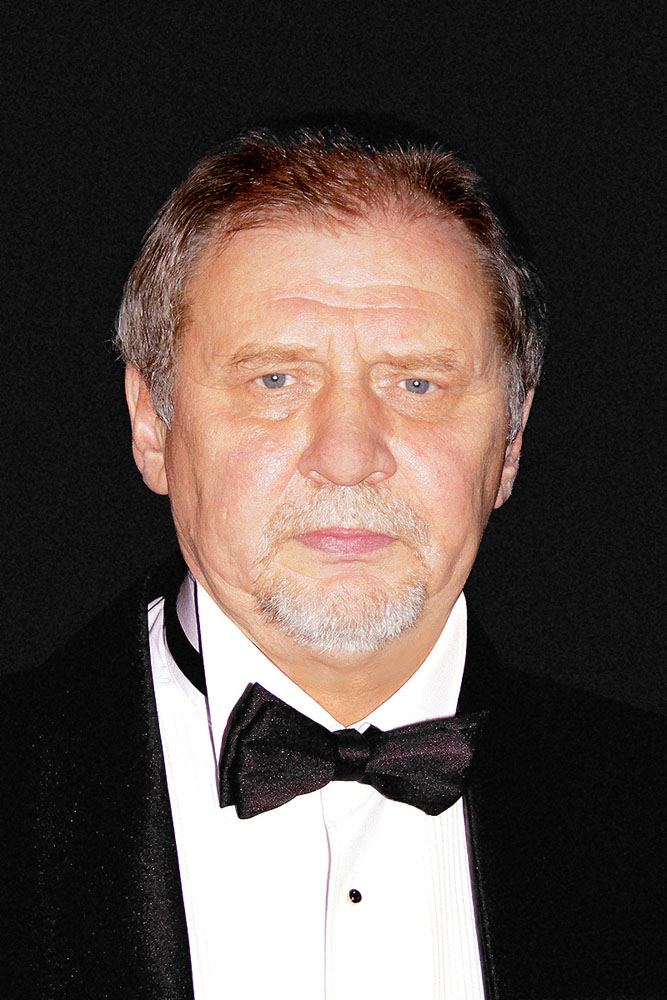
Andrzej Grabowski
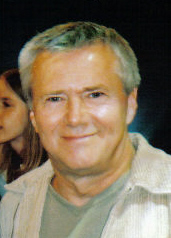
Włodzimierz Matuszak
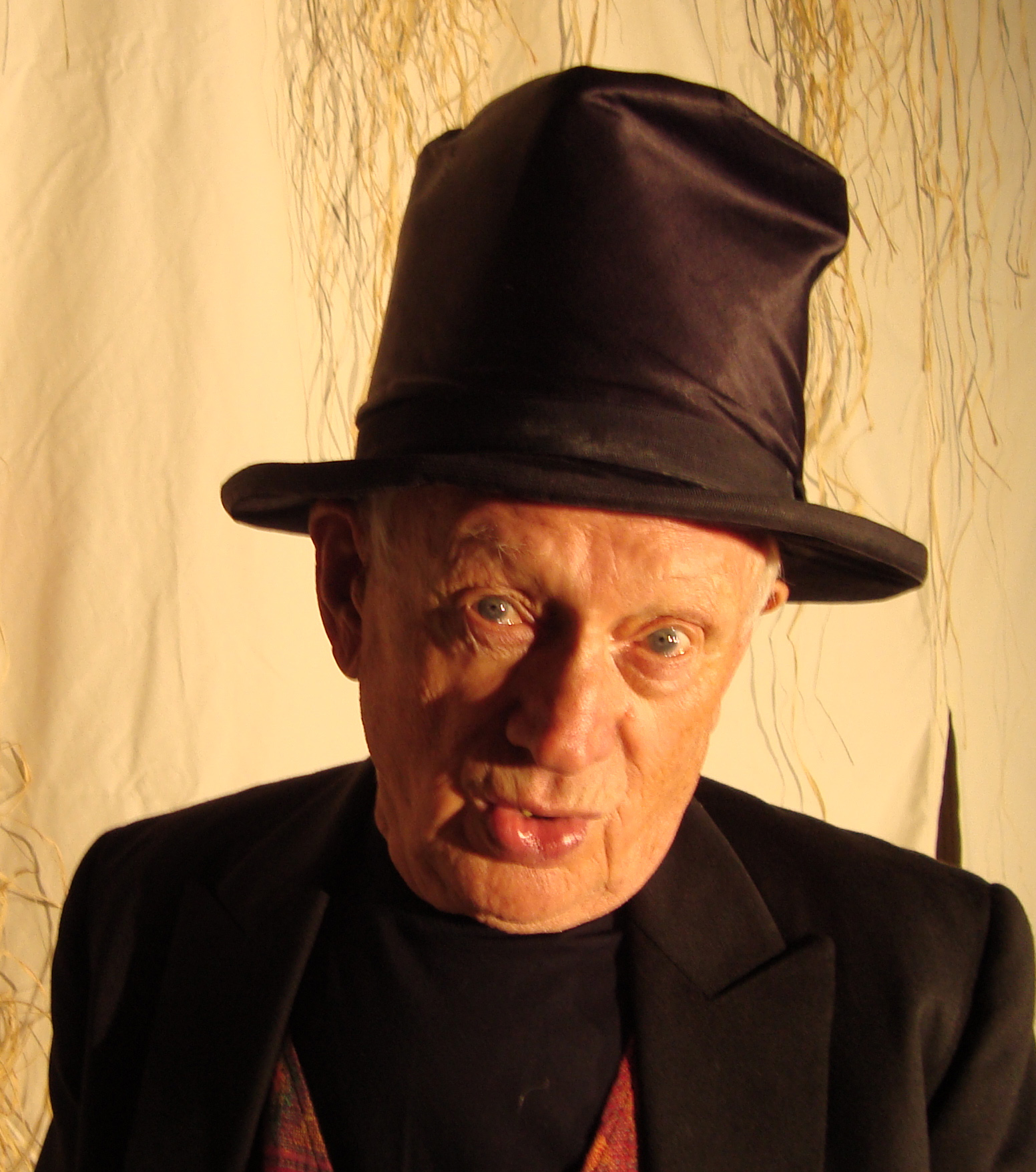
Witold Pyrkosz
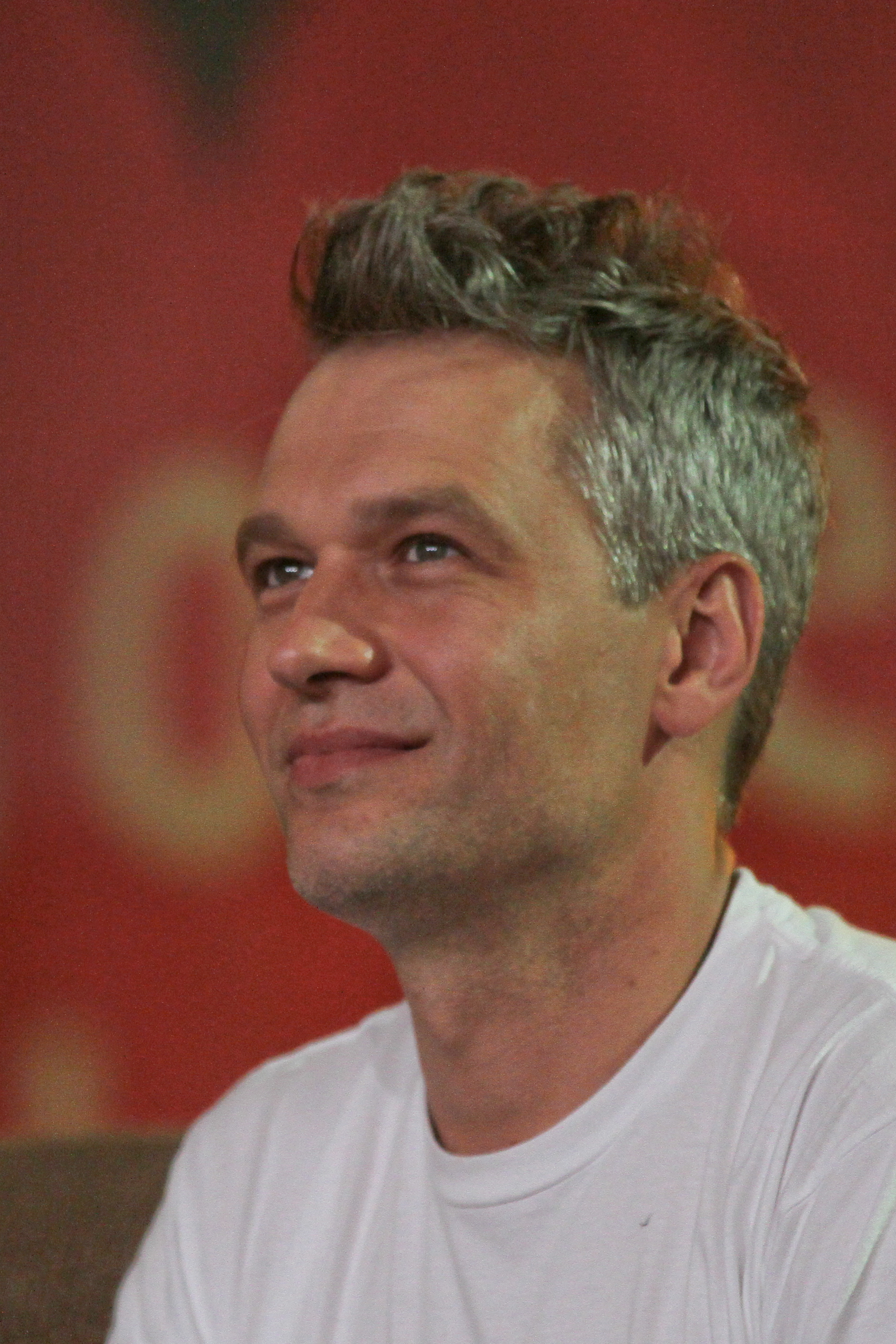
Michał Żebrowski
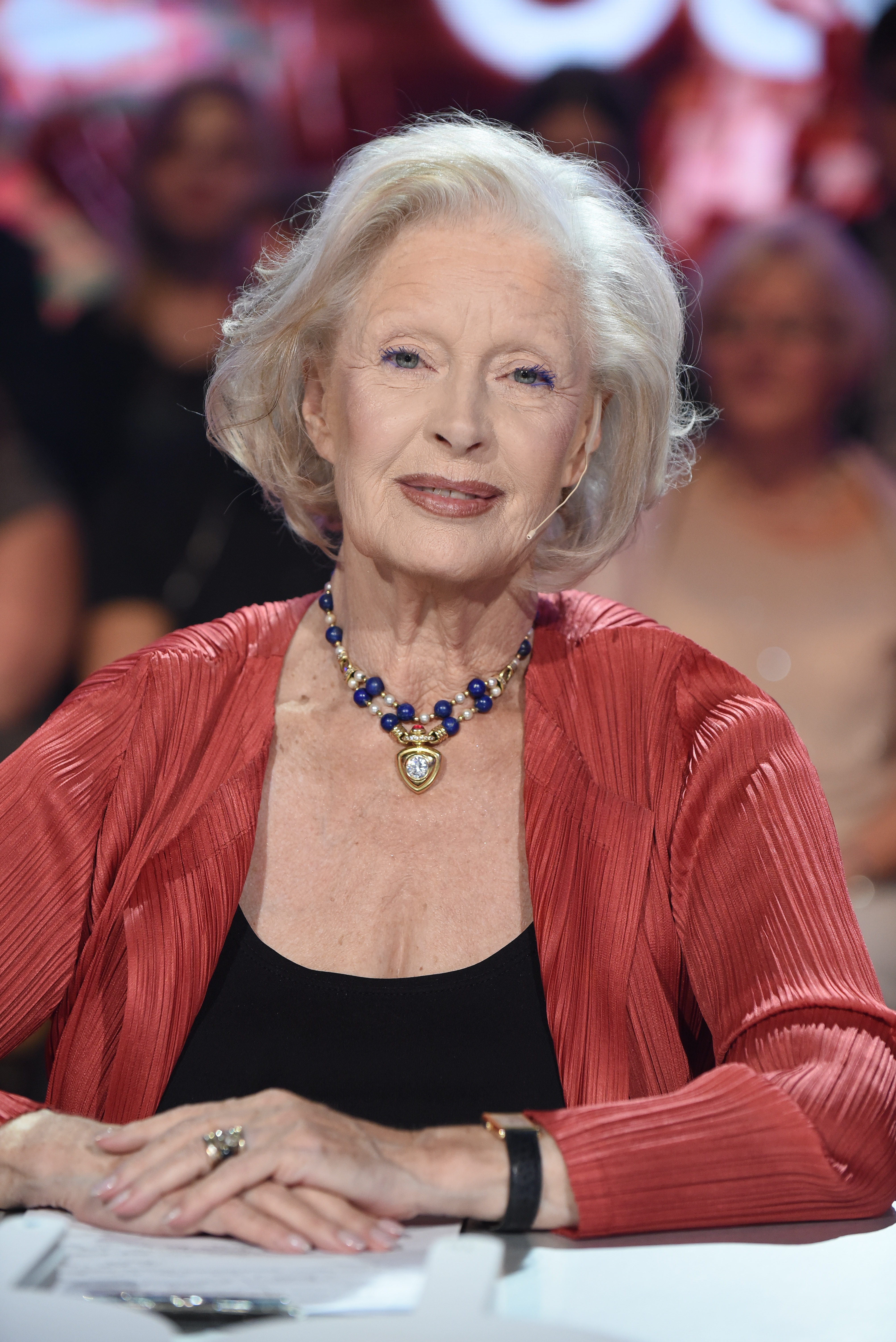
Beata Tyszkiewicz (wręczyła Arturowi Żmijewskiemu)

### Aktorka
Wręczył Olgierd Łukaszewicz
- Małgorzata Foremniak – Na dobre i na złe – TVP2
- Joanna Brodzik – Kasia i Tomek – TVN
- Małgorzata Kożuchowska – M jak miłość – TVP2
- Magdalena Stużyńska – Złotopolscy – TVP2
- Joanna Żółkowska – Klan – TVP1

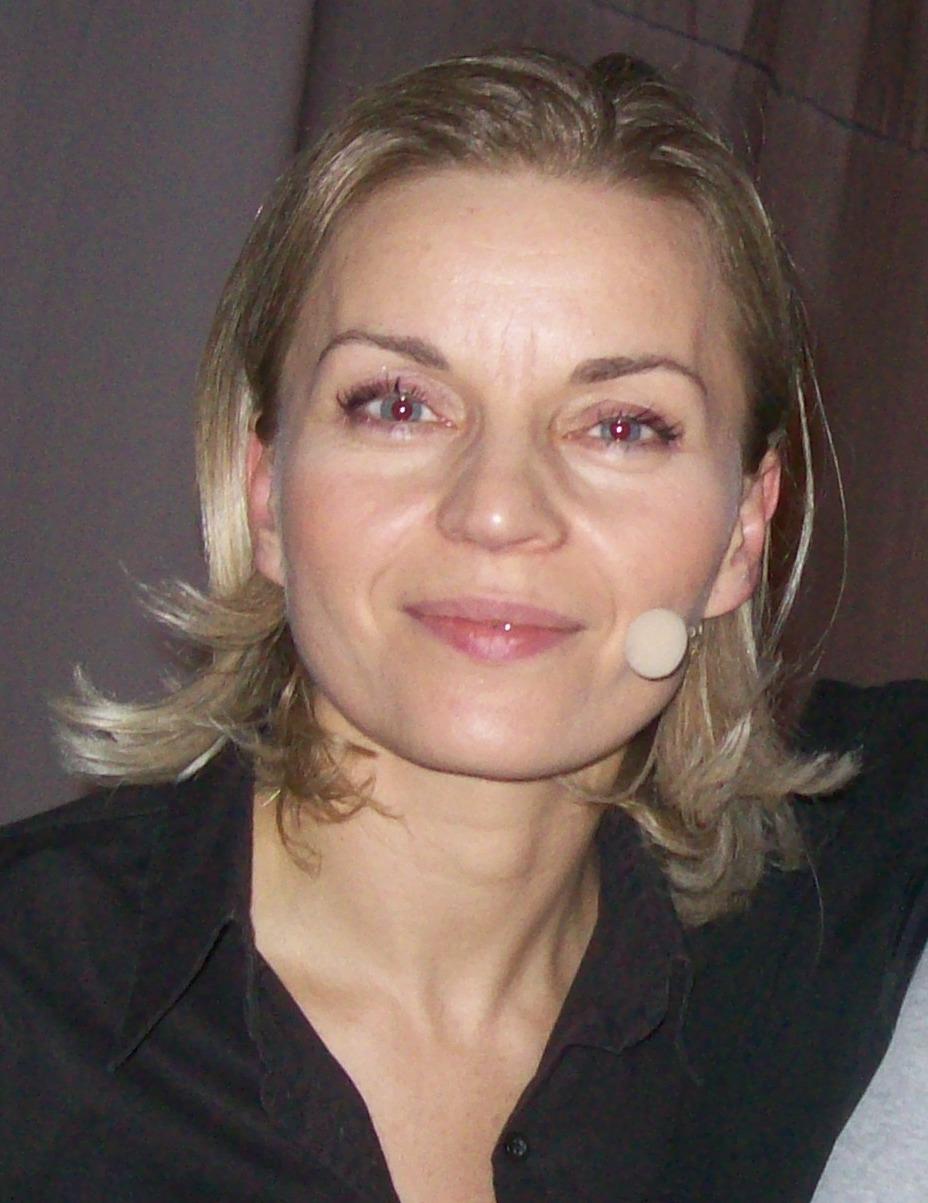
Małgorzata Foremniak
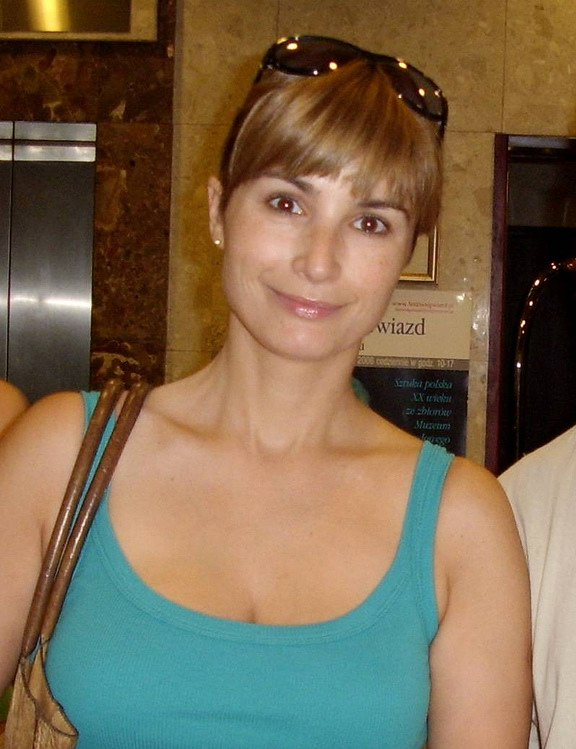
Joanna Brodzik
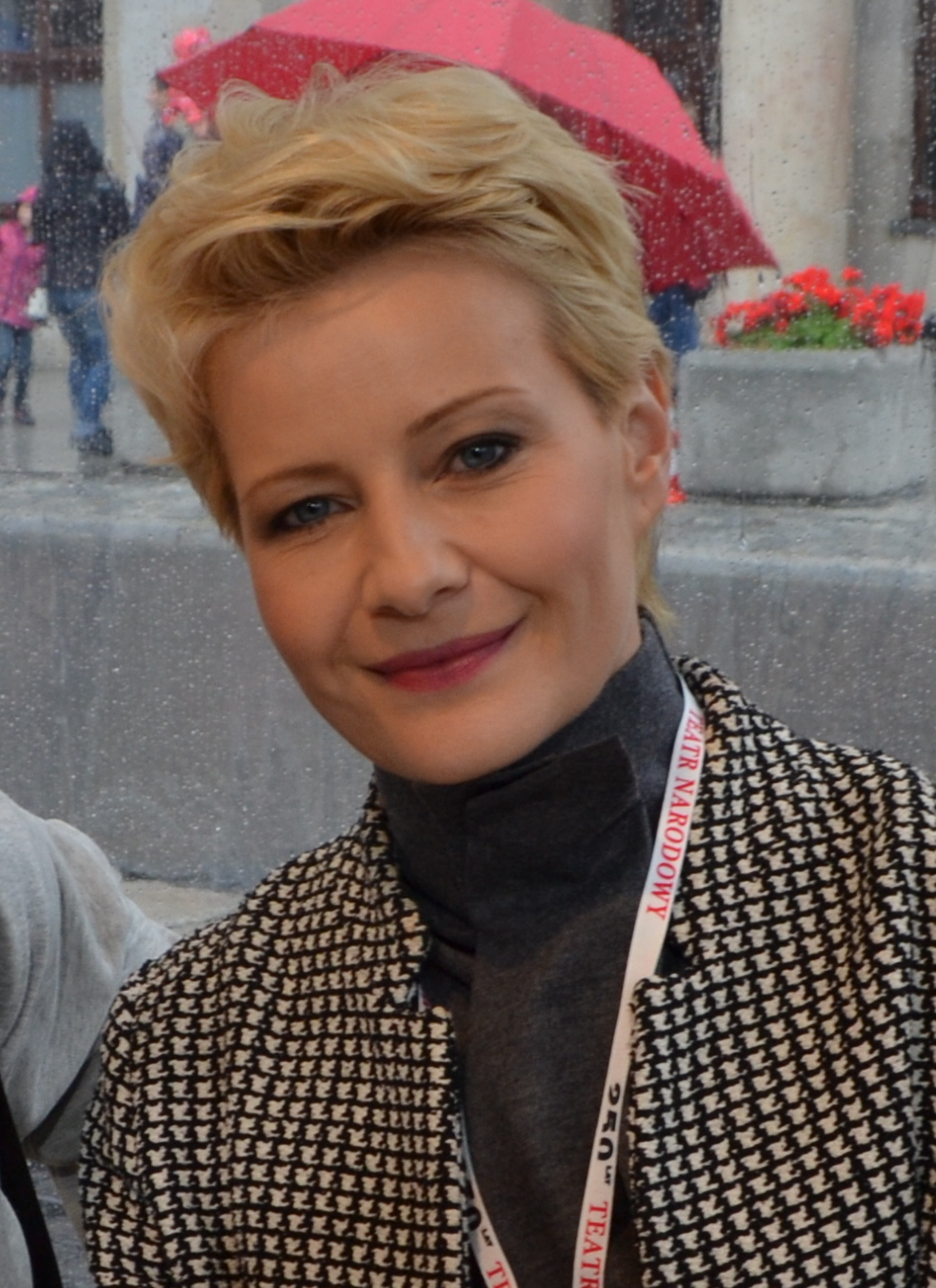
Małgorzata Kożuchowska
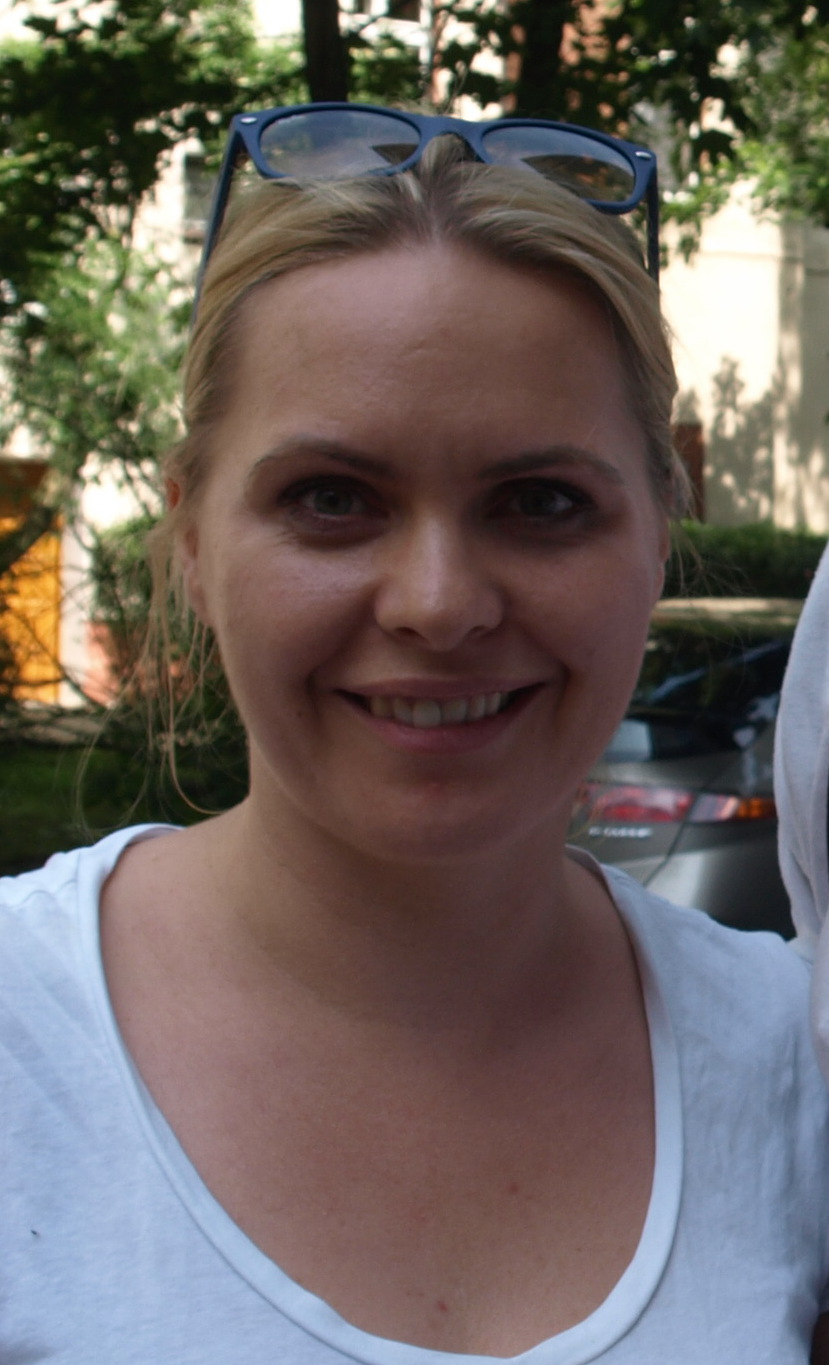
Magdalena Stużyńska-Brauer
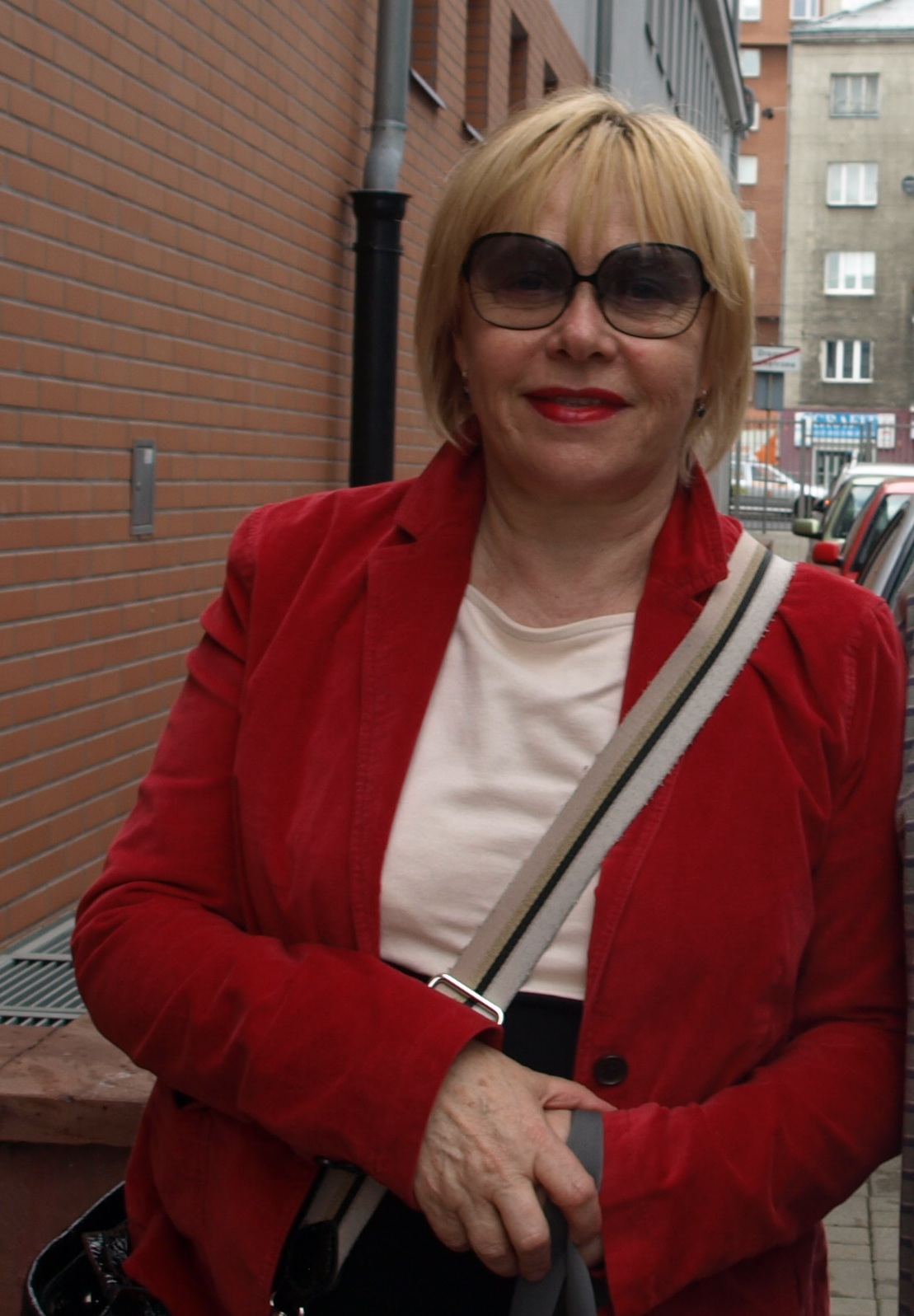
Joanna Żółkowska
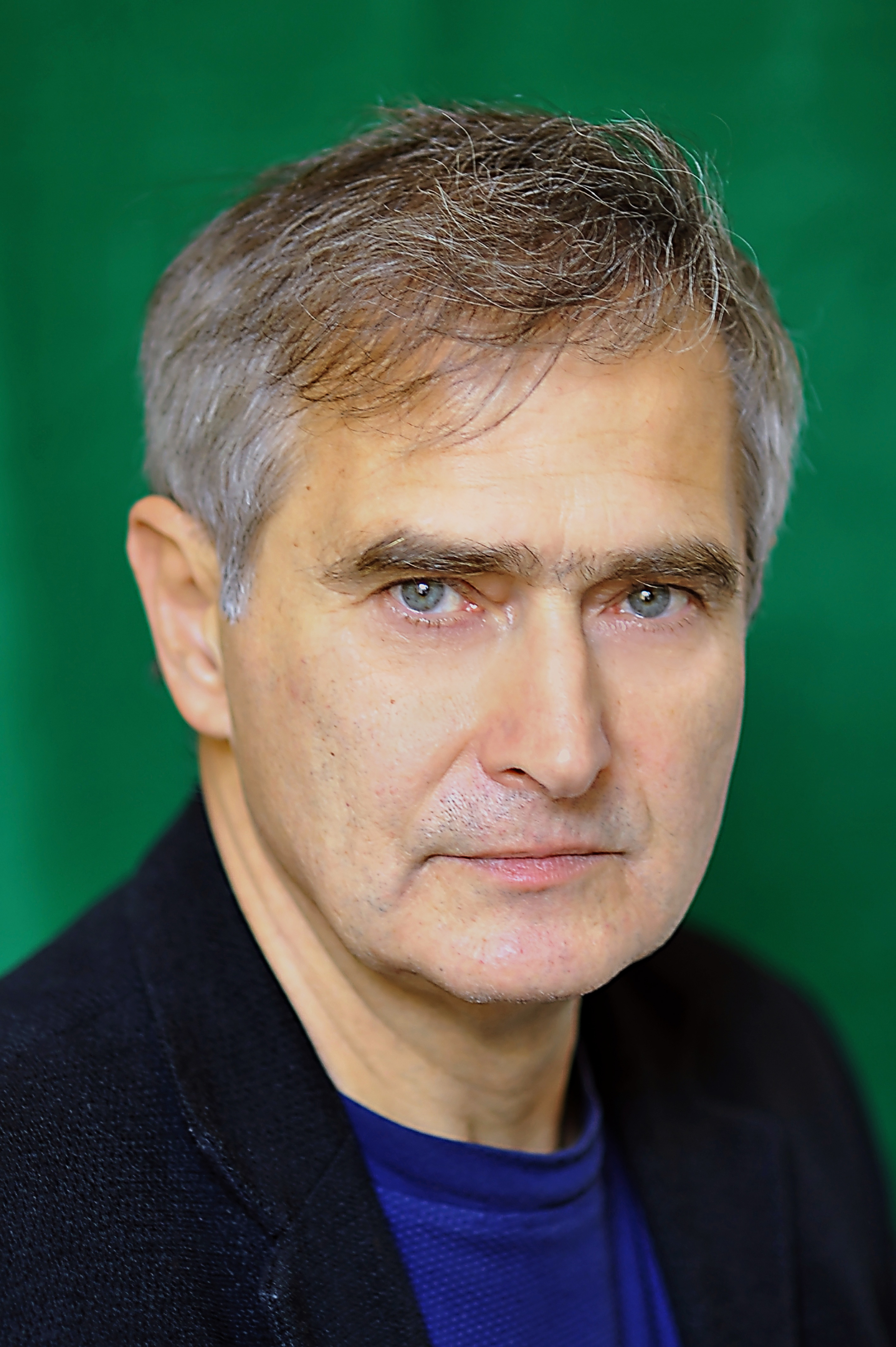
Olgierd Łukaszewicz (wręczył Małgorzacie Foremniak)

### Serial
Wręczył Leon Niemczyk
- Na dobre i na złe – TVP2
- Klan – TVP1
- M jak miłość – TVP2
- Samo życie – Polsat
- Złotopolscy – TVP2

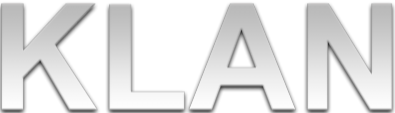
Klan
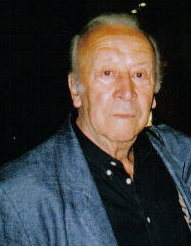
Leon Niemczyk (wręczył serialowi „Na dobre i na złe”)

### Teleturniej
Wręczył Stefan Friedmann
- Robert Janowski – Jaka to melodia? – TVP1
- Karol Strasburger – Familiada – TVP2
- Tadeusz Sznuk – Jeden z dziesięciu – TVP2
- Henryk Talar – Rosyjska ruletka – Polsat
- Hubert Urbański – Milionerzy – TVN

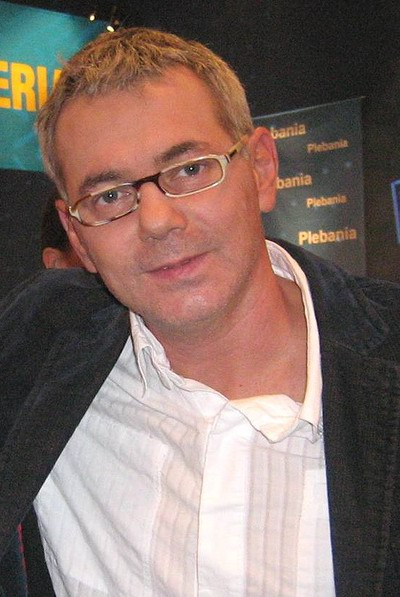
Robert Janowski
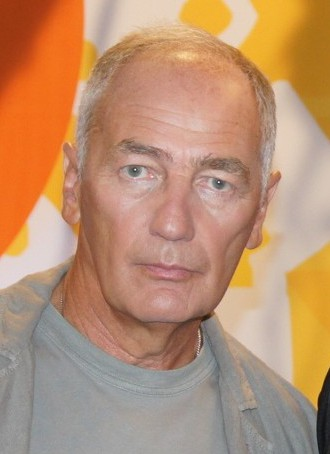
Karol Strasburger
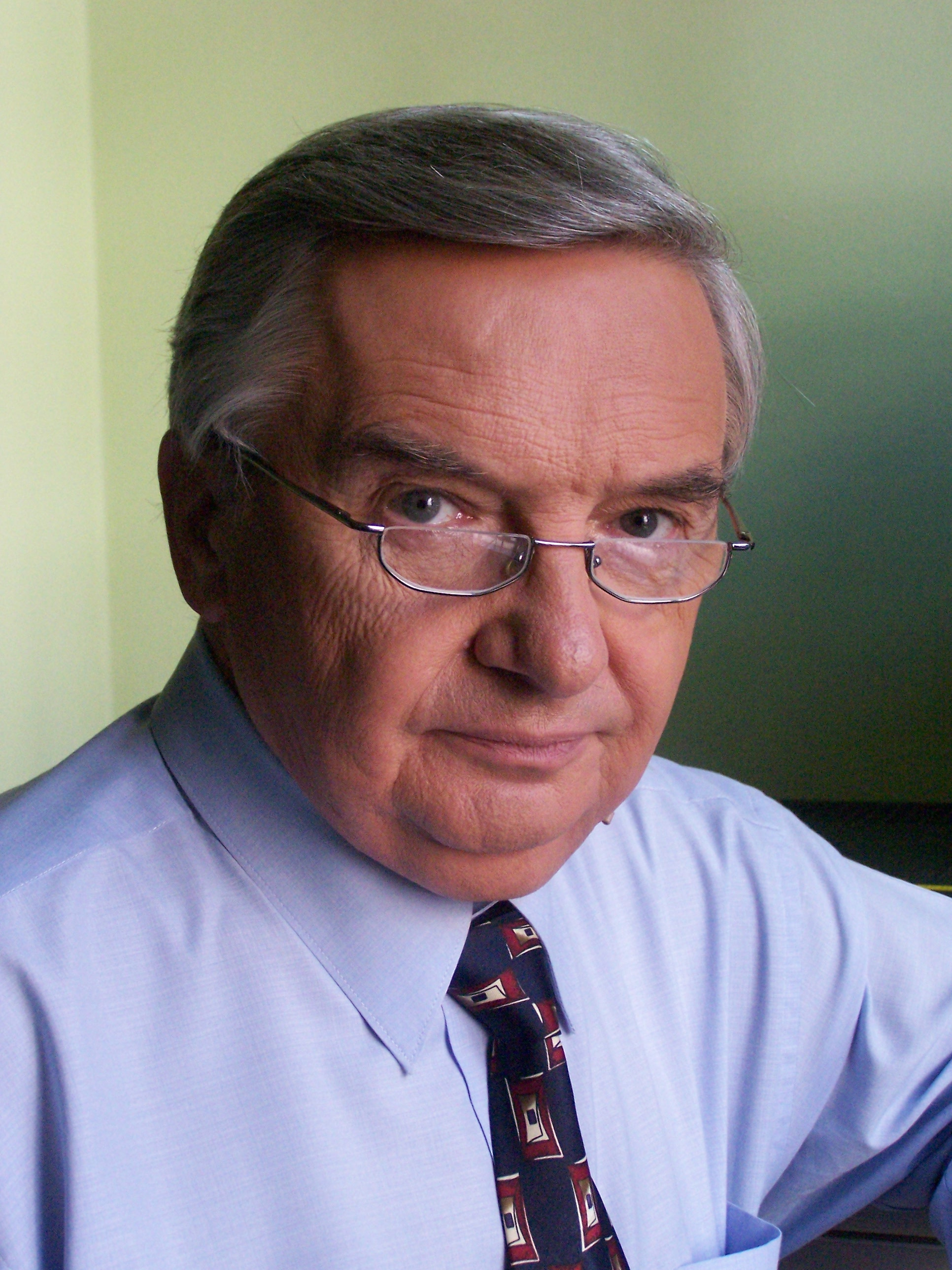
Tadeusz Sznuk
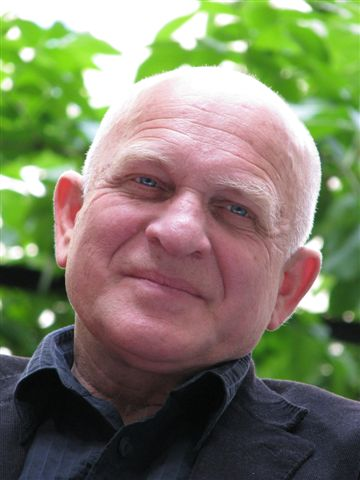
Henryk Talar
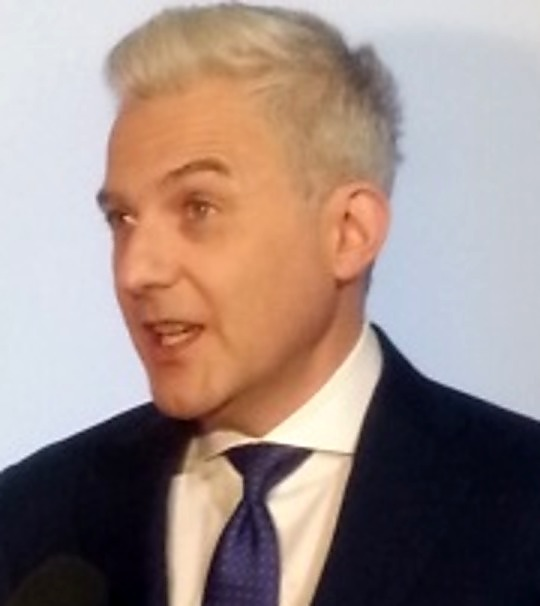
Hubert Urbański
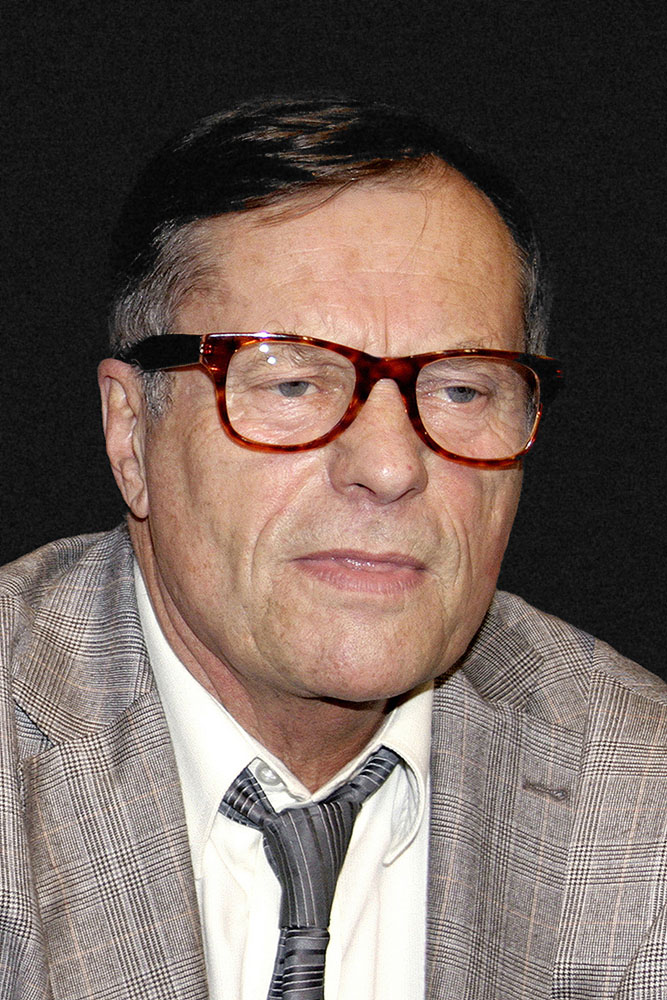
Stefan Friedmann (wręczył Robertowi Janowskiemu)

### Widowisko Telewizyjne
Wręczył Tadeusz Drozda
- Krzysztof Ibisz – Bar – Polsat
- Tomasz Kammel – Randka w ciemno – TVP1
- Rudi Schuberth – Śpiewające fortepiany – TVP2
- Elżbieta Skrętkowska – Szansa na sukces – TVP2
- Kuba Wojewódzki – Kuba Wojewódzki – Polsat

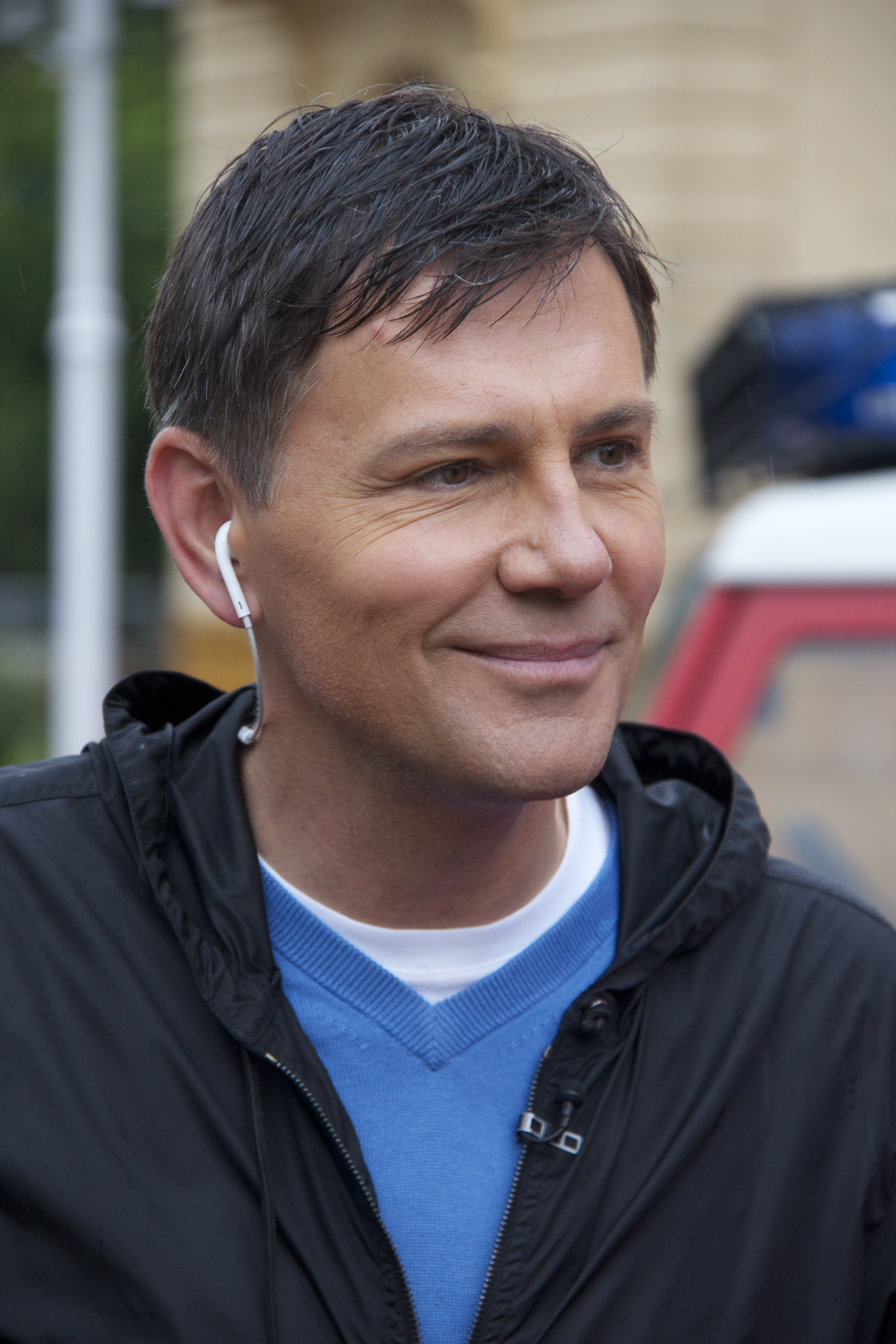
Krzysztof Ibisz
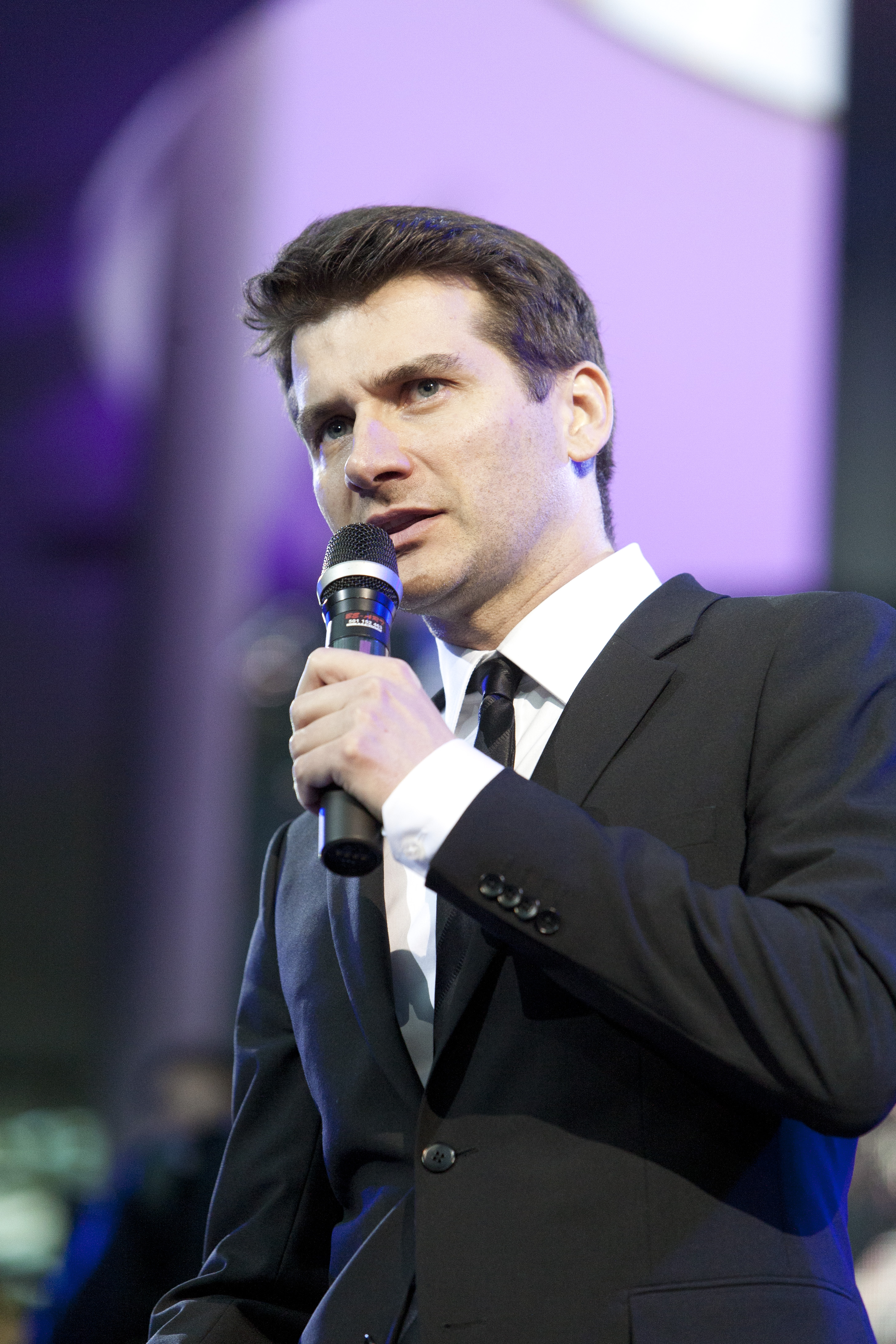
Tomasz Kammel
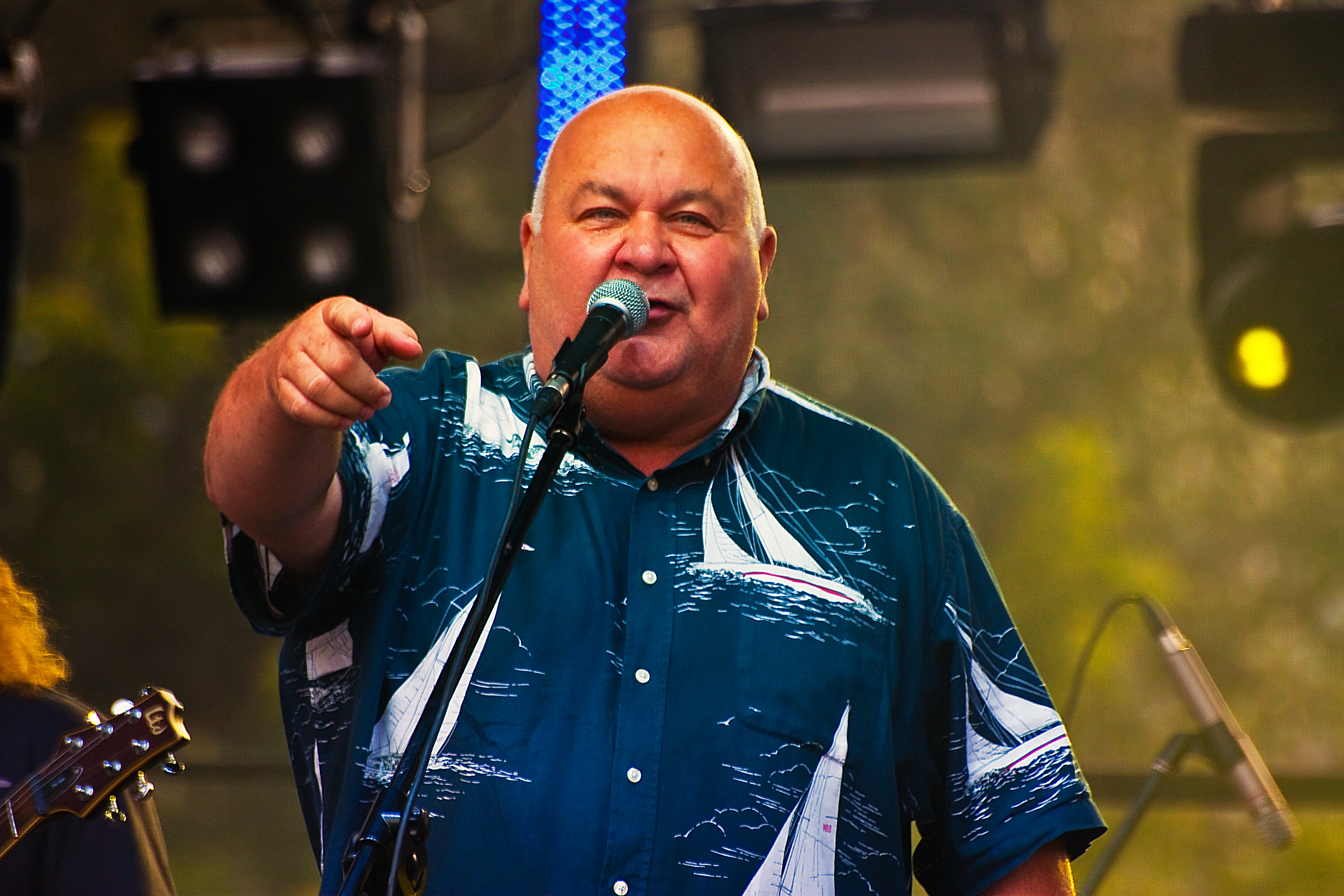
Rudi Schuberth
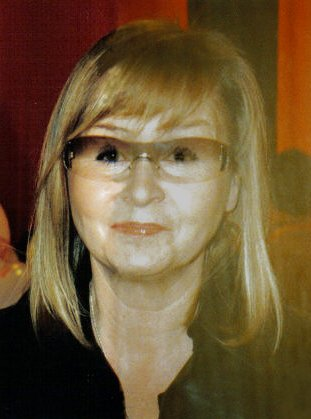
Elżbieta Skrętkowska
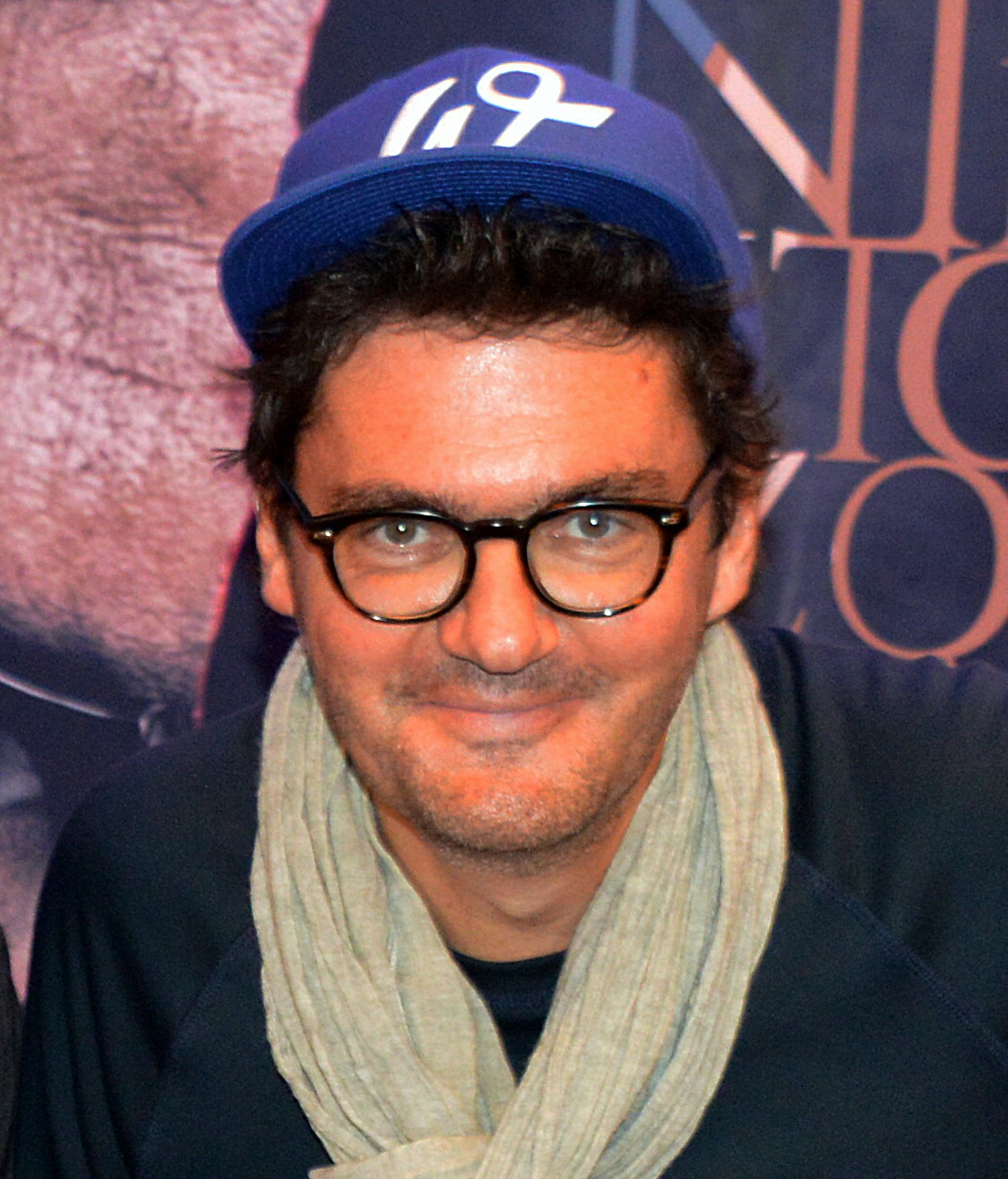
Kuba Wojewódzki
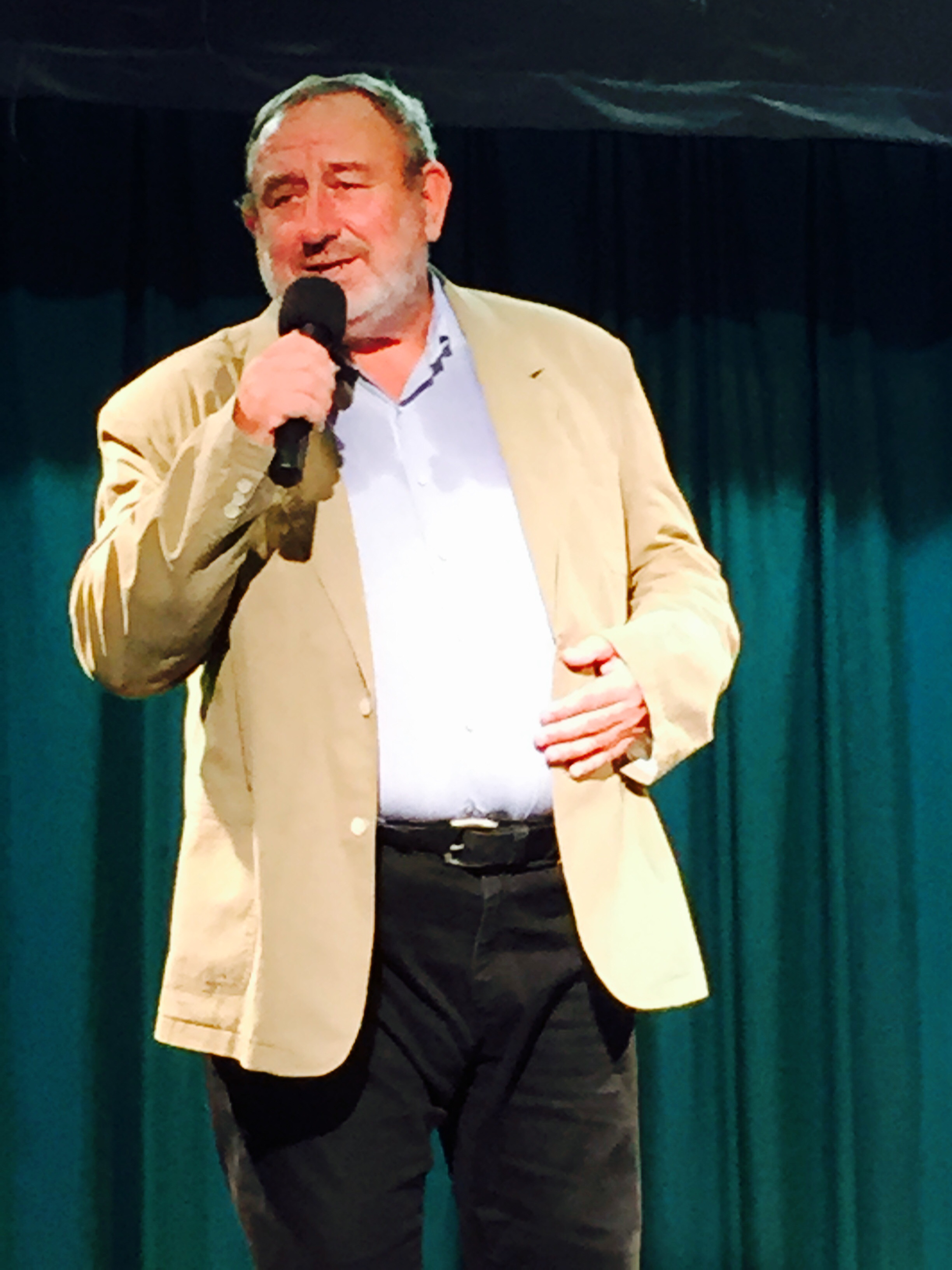
Tadeusz Drozda (wręczył Krzysztofowi Ibiszowi)